# رئيس أساقفة كانتربيري
رئيس أساقفة كانتربيري هو زعيم كنيسة إنجلترا وكذلك الزعيم الرمزي لجميع أتباع المذهب الأنجليكاني المسيحي، ويقع مقر سلطته الدينية في كاتدرائية كانتربري في مدينة كانتربيري في مقاطعة كنت في جنوب انجلترا. ومقر إقامته الرئيسي هو قصر لامبث في لندن كما لديه قصر قديم بجوار كاتدرائية كانتربيري.
لرئيس أساقفة كانتربيري حضور خاص في الاحتفالات الوطنية في إنجلترا وكذلك في احتفالات تتويج ملوك بريطانيا.